# 에치고호리노우치역
에치고호리노우치역(일본어: 越後堀之内駅, えちごほりのうちえき)은 일본 니가타현 우오누마시에 있는, 동일본 여객철도의 철도역이다. 조에쓰선이 지나간다.

## 역 구조
쌍단식 2면 2선 구조의 지상역이다. 원래는 2면 3선 구조였으나, 중간의 2번선이 철거되었다. 양쪽 승강장은 과선교로 이어져 있다.
우라사역이 관리하며, 역 업무는 JR 니가타 비즈니스가 대신 하고 있다. 오전 7시부터 오후 5시 20분까지 미도리노마도구치를 영업하고 있으며, 역에는 자동발권기, 자동판매기, 화장실 등이 있다.

### 승강장
| 1 | ■ 조에쓰선 | 고이데 · 무이카마치 · 에치고유자와 · 다카사키 방면 |
| 2 | ■ 조에쓰선 | 오지야 · 나가오카 방면                             |

## 사진

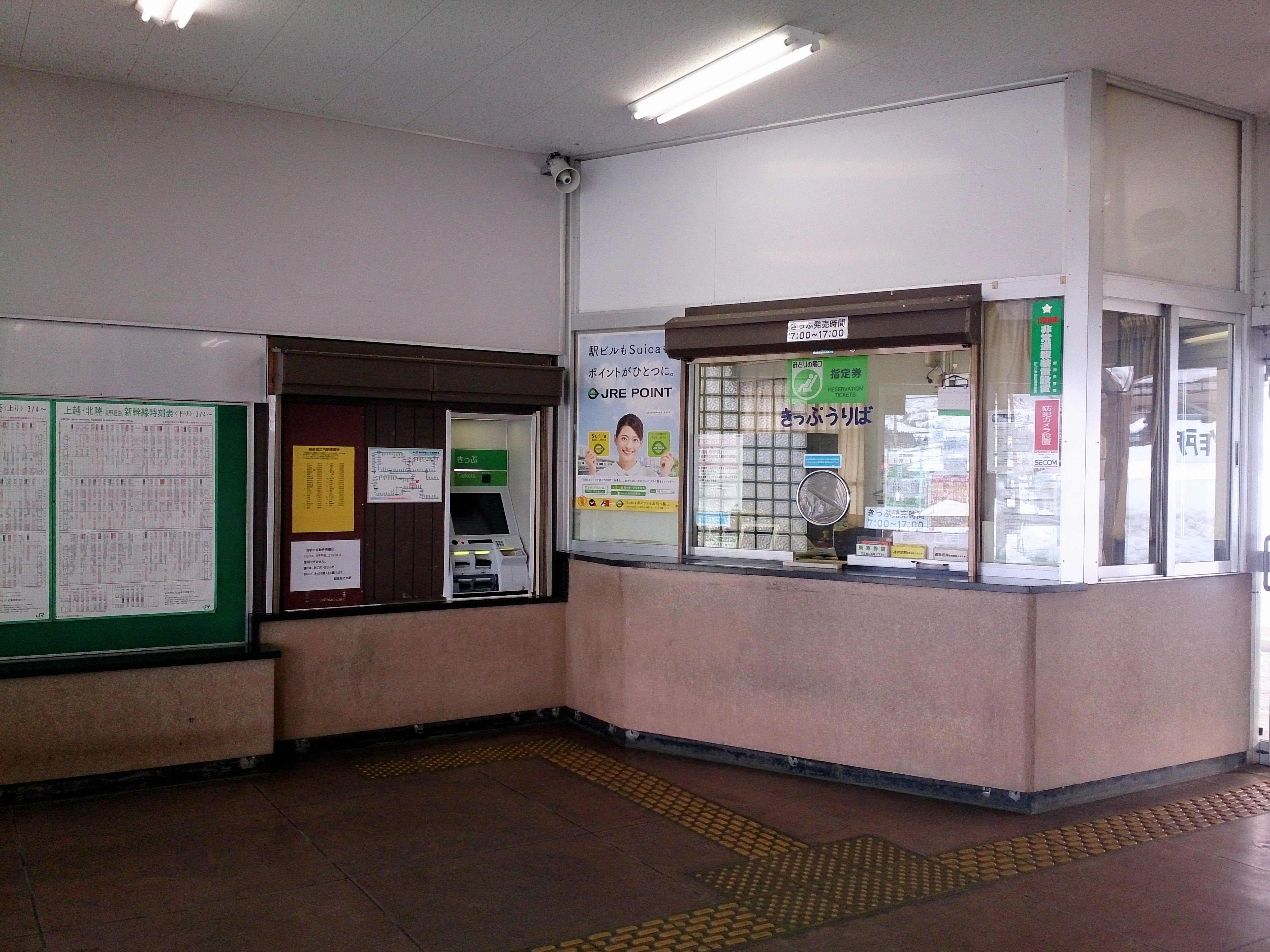
자동 매표기（왼쪽）미도리의 창구（중앙）개찰（오른쪽）
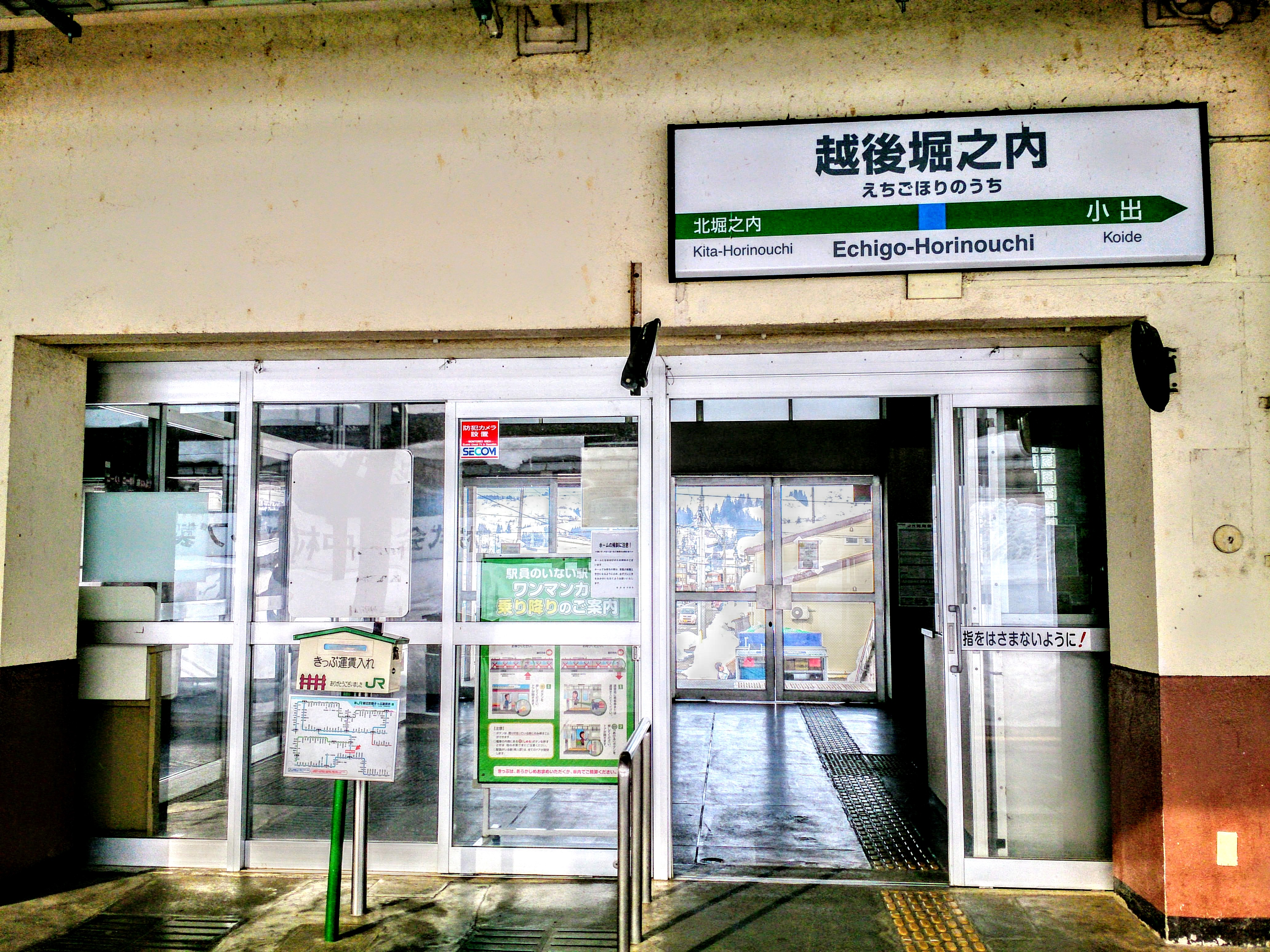
개찰구
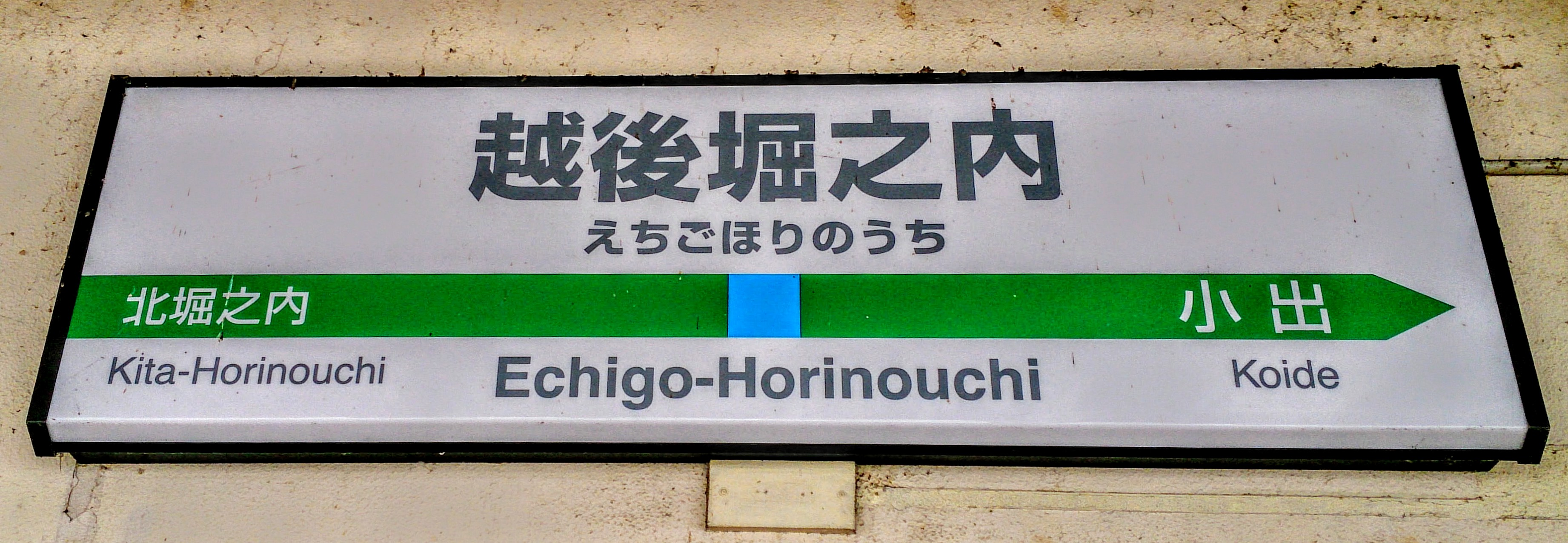
역명판
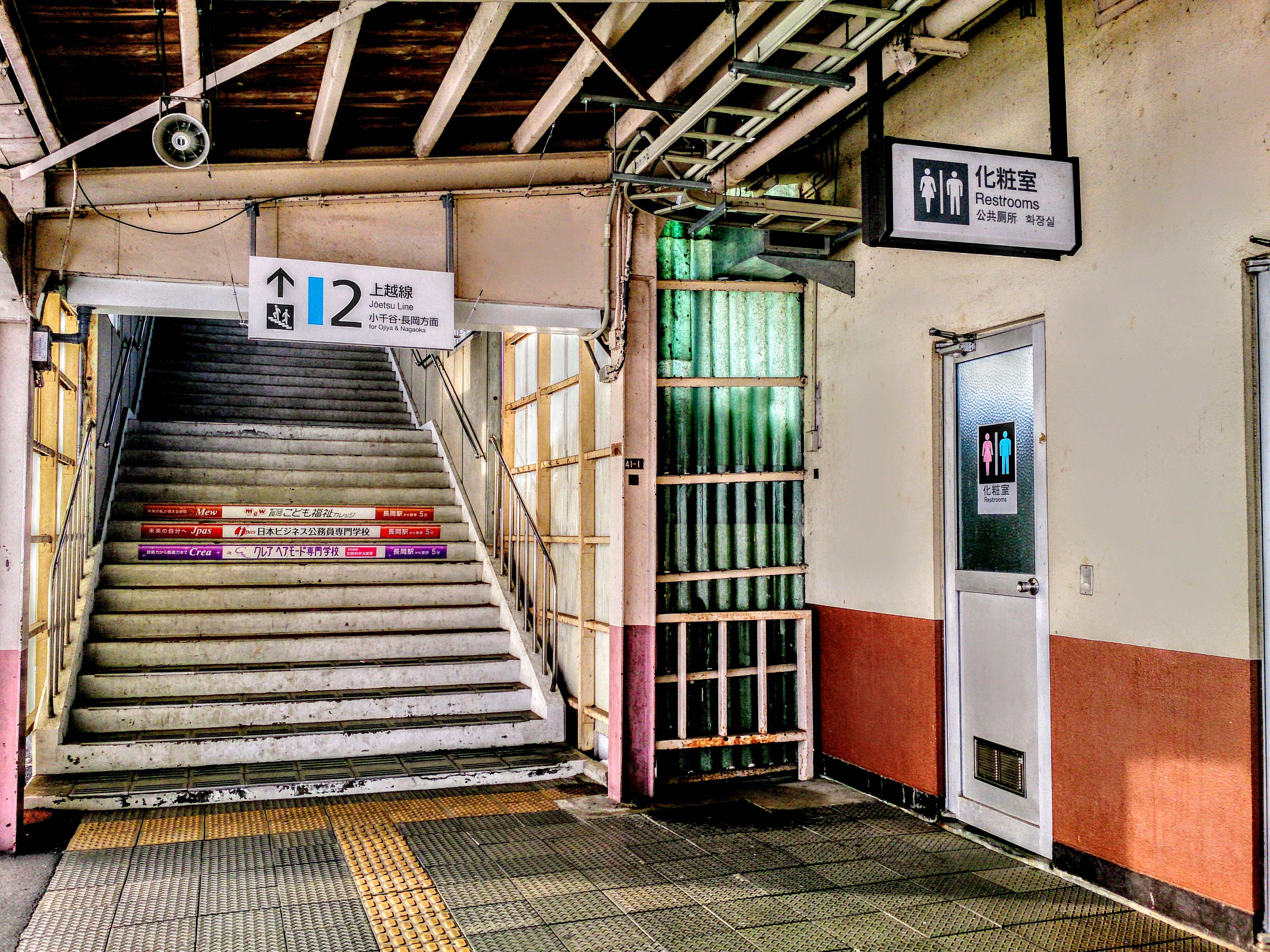
연락 계단（왼쪽）・화장실（오른쪽）
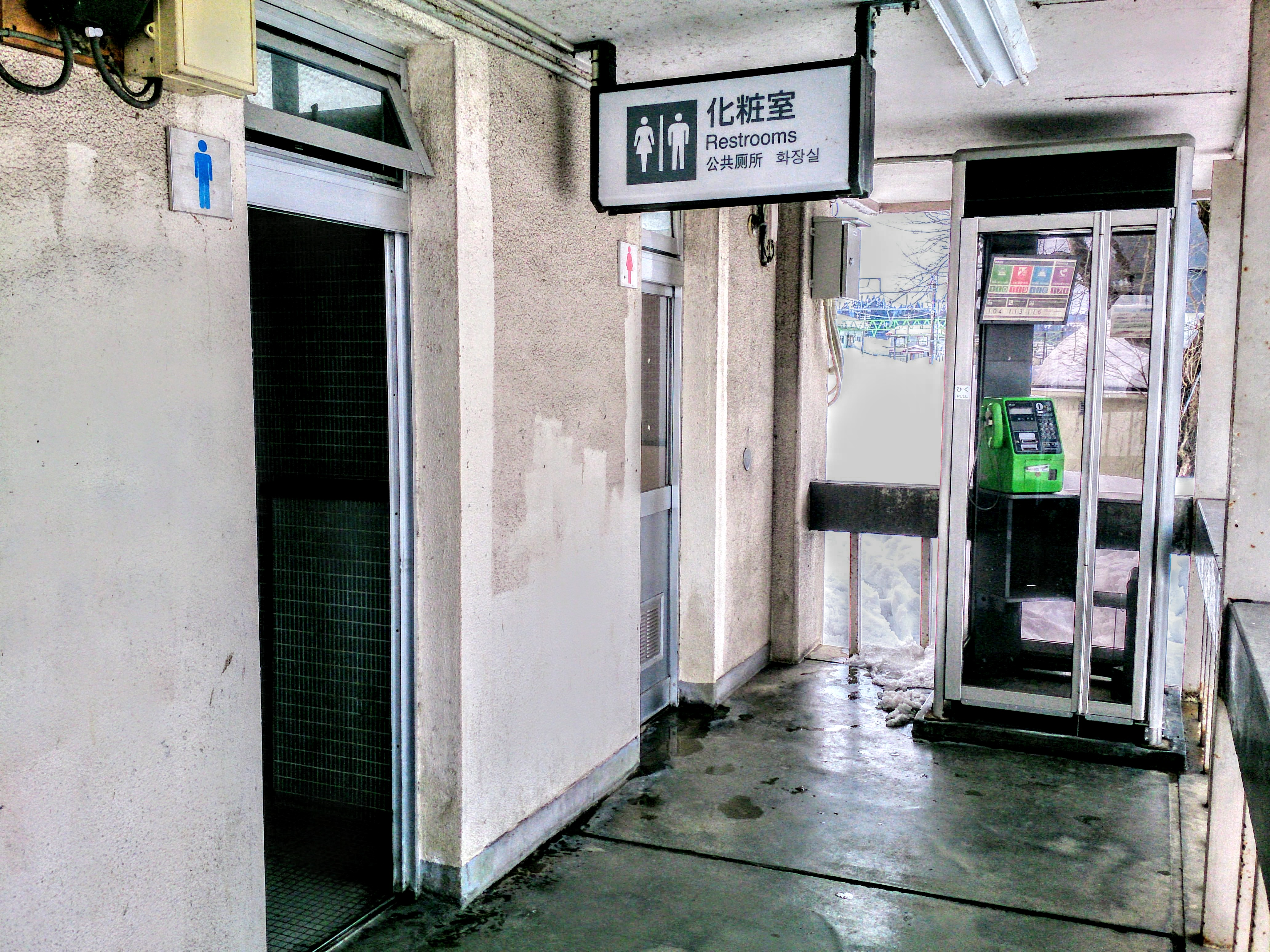
개찰 외 화장실
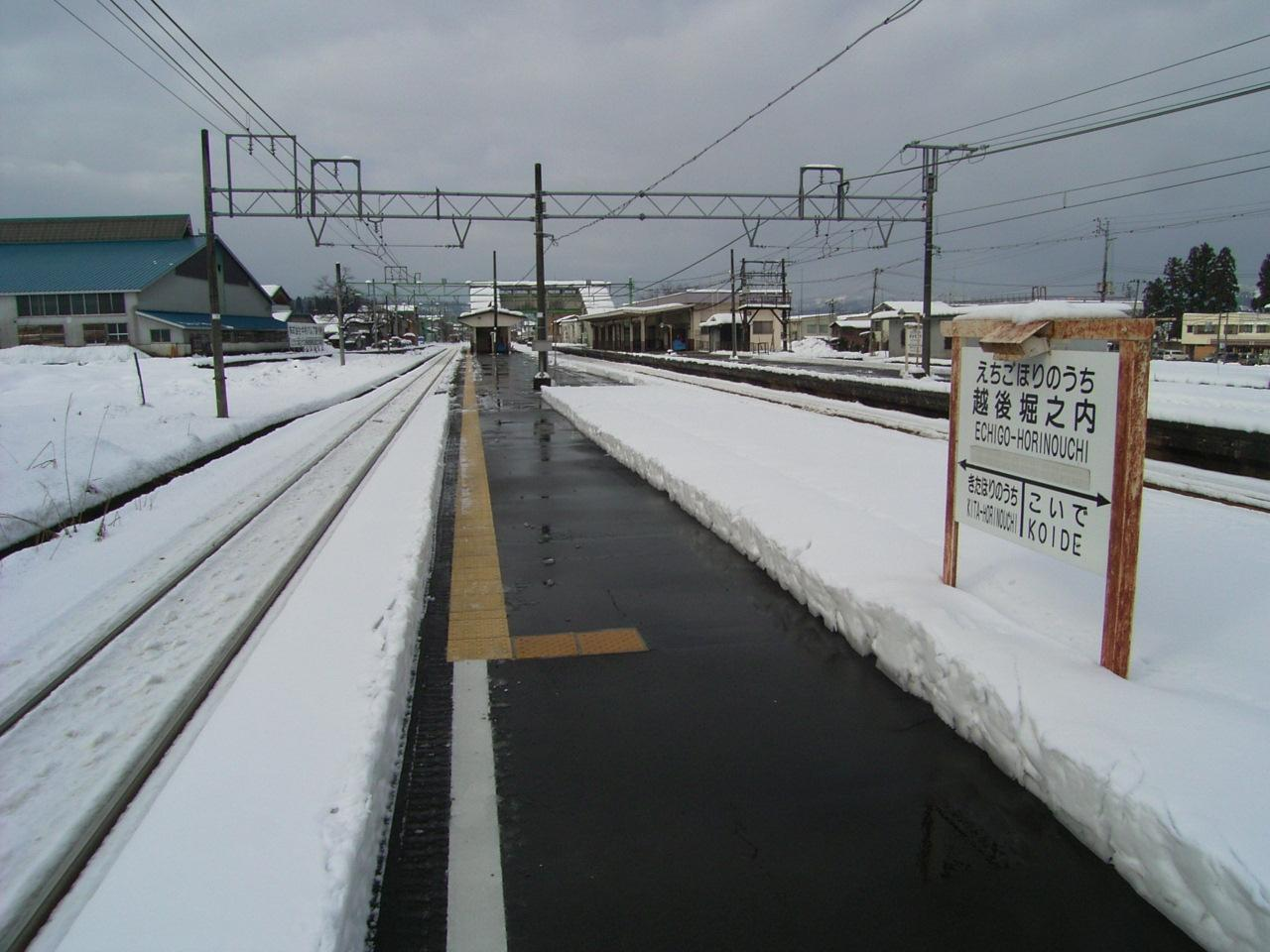
홈

## 역세권 정보
- 우오누마시청 호리노우치 청사
- 국도 제17호선
- 호리노우치 우체국
- 국토교통성 시나노 강 하천사무소 호리노우치 출장소

## 역사
- 1922년 8월 1일 - 일본국유철도 조에쓰호쿠선의 역으로 개업하였다.
- 1931년 9월 1일 - 조에쓰선이 미나카미역까지 연장되었다.
- 1987년 4월 1일 - 민영화에 따라 동일본 여객철도의 소속이 되었다.

## 인접역
| 동일본 여객철도 조에쓰선 | 동일본 여객철도 조에쓰선 | 동일본 여객철도 조에쓰선            |
| ------------------------ | ------------------------ | ----------------------------------- |
| 고이데 다카사키 방면     | ■ 보통                   | 기타호리노우치 나가오카·니가타 방면 |